# Malle
Malle este o comună din regiunea Flandra din Belgia. Comuna este formată din localitățile Oostmalle și Westmalle. Suprafața totală a comunei este de 51,99 km². La 1 ianuarie 2008 comuna avea 14.225 locuitori. 
Malle se învecinează cu comunele Brecht, Rijkevorsel, Beerse, Lille, Zoersel, Zandhoven și Vorselaar.

## Localități înfrățite
- Regatul Unit: Hartley Wintney;
- Germania: Heusenstamm;
- Franța: Saint-Savin-sur-Gartempe;
- Polonia: Zakrzówek.

1. ↑  Totale oppervlakte volgens het Kadasterregister, België, gewesten en provincies (în neerlandeză), Algemene Directie Statistiek[*]